# 1634 (tal)
1634 är det naturliga talet som följer 1633 och som följs av 1635.

## Inom matematiken
- 1634 är ett jämnt tal
- 1634 är ett sammansatt tal
- 1634 är ett sfeniskt tal
- 1634 är ett defekt tal
- 1634 är ett Armstrongtal

## Inom vetenskapen
- 1634 Ndola, en asteroid.